# Демокрит
Вижте пояснителната страница за други личности с името Демокрит.
Демокрит е древногръцки философ, последовател на Левкип и систематизатор на атомизма.
Неговите приноси са трудни за разделяне от тези на неговия наставник Левкип, тъй като те често се споменават заедно в текстове. Тяхната теория за атомите, взета от Левкип, има частична прилика с разбирането за атомната структура от XIX век. Тя е причина да възприемат Демокрит повече като учен, отколкото като гръцки философ. До голяма степен игнориран в древна Атина, Демокрит е все пак добър познат на своя другар – философа Аристотел. Платон е казал, че не го харесва изобщо и е пожелал да изгорят всичките му книги. Мнозина смятат Демокрит за "баща на съвременната наука.
Според Демокрит езикът е вторичен: „думата е сянка на делото“ .
Неговите философски принципи във физиката са съществуването на атома и празното пространство, както и движението на атомите, на което се основава възникването на света и познанието. Има около 60 съчинения, които се занимават с физика, математика, астрономия, етика, музика. Запазени са фрагментарно.

## Живот
Демокрит е роден в Абдера, Тракия. Годината на раждане е 460 пр.н.е. Аполодор, който е вероятно по-надежден от Трасил, според който е роден десет години по-рано. Баща му бил много богат. Демокрит похарчил наследството си, за да утоли жаждата си за знания. Пътувал е до Азия, дори стигнал Индия и Етиопия. Живял е в Египет 5 години. Той сам казва, че никой друг не е пътувал, не е виждал толкова страни и не е срещал толкова учени от самия него. Също така хвали познанията на египетските математици. След като се връща в родната си страна, той започва да се занимава с физика. Пътува из Гърция, за да обогати знанието за страната си. Той познава много гръцки философи и ги споменава в текстовете си, и понеже е богат, купува текстовете им. Левкип, откривателя на атомизма, оказва най-голямо влияние над него. Той може да се е познавал със Сократ, но Платон не го споменава, а Аристотел казва, че е пред-сократов. Демокрит умира на 90 години, около 370 г. пр.н.е., но някои пишат, че е живял до 104 г.

## Философия и наука

### Хипотеза за атома
Теорията на Демокрит и Левкип постановя, че всичко се състои от „атоми“, които са физически, но не и геометрично неделими. Между атомите се намира празно пространство. Те са неразрушими, винаги са били и винаги ще бъдат в движение. Има безкраен брой атоми и видове атоми, които се различават по форма и размер.

За масата на атома, Демокрит казва:
| „ | Колкото повече степента на неделимост е по-голяма, толкова по-тежък става атомът. | “ |

Но неговото твърдение за теглото на атомите се оспорва.
Левкип е считан за първият, който развива теорията за атомизма, макар Исак Нютон по-скоро приписва на финикиец Мочус (когото той смята за библейския Моисей). Станфордската енциклопедия по философия отбелязва: „Този теологично мотивиран възглед обаче не изглежда да е подкрепен от много исторически доказателства.“
Демокрит, заедно с Левкип и Епикур, предложил най-ранните виждания за формите и възможностите за свързване на атомите. Те се обосновават с това, че солидността на материала съответства на формата на свързаните атоми. По този начин, железните атоми са твърди и силни с куки, които ги затварят в една плътност; водните атоми са гладки и хлъзгави; солните атоми, заради техния вкус, са остри. А въздушните атоми са леки и се въртят, и проникват във всички други материали. Използвайки аналогии от нашите сетивни познания, той дал една снимка или изображение на един атом, който се различава от тяхната форма, техния размер, както и подреждането на техните части. Освен това, връзките били обяснени от съществени звена, в които единичните атоми са били снабдени с нещо прикачено към тях: някои с куки, други с топчета и гнезда.
Атомът на Демокрит е инертно твърдо тяло (с изключение на някои части от неговия обем), който взаимодействат механично с други атоми. За разлика от тях, съвременните квантови механични атоми взаимодействат чрез електрически и магнитни силови полета и са далеч от инертността. Теорията на атомизма изглежда да е в съответствие с тази на съвременната наука, отколкото всяка друга теория на древността. Въпреки това, приликата с модерните концепции на науката може да са объркващи, когато се опитва да се разбере от къде идва хипотезата. Очевидно е, че класическите атомисти никога не биха имали солидна емпирична основа за нашите съвременни концепции за атомите и молекулите.
Въпреки това, Лукреций описва атомизма в Естеството на нещата и дава много ясни и убедителни емпирични аргументи за оригиналната теория за атома. Той отбелязва, че всеки материал е предмет на необратим упадък. С течение на времето, дори и твърдите скали бавно се деформират от капки вода. Нещата имат тенденция да се смесват: смесваш вода с пръст и получаваш кал, която иначе няма да се образува от само себе си. Ние виждаме в природата и технологиите, че са налице механизми, които да пресъздават „чисти“ материали като вода, въздух, и метали. Изводът е, че много свойства на материалите трябва да произлизат от нещо вътрешно, което никога няма да се разложи – нещо, което ще съхранява вечно същите присъщи, неделими свойства.
Основният въпрос е: защо всичко в света все още не се е разложило, и как точно може едни и същи материали, растения, животни да бъдат пресъздадени отново и отново? Едно очевидно решение да се обясни – как неделими свойства могат да бъдат предадени по начин, непознат за човешките сетива, е да допускам съществуването на „атоми“.
Тези класически „атоми“ са по-близо до нашата съвременна концепция за „молекулата“, отколкото за атомите на съвременната наука. Другата голяма основа на класическия атомизъм е, че трябва да има много свободно пространство между тези „атоми “– празното пространство. Лукреций дава разумни аргументи, че празнотата е абсолютно необходима, за да се обясни как газовете и течностите могат да променят формата си, докато метали могат да бъдат в различни форми, без да се променят основните свойства на материала.

### Хипотеза за празното пространство
Атомистичната хипотеза за празното пространство е отговор на парадокса на Парменид и Зенон, основателите на метафизичната логика, които се затрудняват да посочат аргументи в полза на идеята, че не може да няма никакво движение. Те приемат, че всяко движение се нуждае от празно пространство, което е нищо, но нищото не може да съществува. Позицията на Парменид е „Казвате, че е празнота – следователно е нищо, затова и празнота няма. Затова там не е празнотата.“.
Позицията на Парменид е потвърдена от наблюдението, че когато изглежда, че няма нищо – има въздух и всъщност дори, когато там има нещо например светлинни вълни.
Атомистите се съгласяват, че движението изисква празнота, но не обръщат внимание на аргумента на Парменид, че движението е наблюдаван факт. Ето защо те твърдят, че би трябвало да има празно пространство. Тази идея е оцеляла в рафинирана версия към теорията на Нютон за абсолютното пространство, която отговаря на логическите изисквания реалността да бъде не – битието. Теория за относителността на Айнщайн поражда нов отговор на Парменид и Зенон, с прозрението, че пространството само по себе си е относително и не може да бъде отделено от време като част от общо изкривено пространство.

### Епистемология
Според Демокрит познаването на истината е трудно, тъй като възприемането чрез сетивата е субективно. По същия начин произхождат различни впечатления за всеки индивид, така чрез сетивните впечатления ние не можем да съдим истината. Можем само да интерпретираме сетивните данни чрез интелекта и да се възползваме от истината, защото истината е на дъното.
Има два вида на познание, едната от които той нарича „легитимна“ (gnesie: естествена). Първата от тези две се занимава с възприемането чрез сетивата, затова е недостатъчна и субективна. Причината е, че сетивното възприятие се дължи на еманацията на атомите от обектите на сетивата. Когато тези различни форми на атомите дойдат при нас, те стимулират сетивата ни в зависимост от тяхната форма, и нашите сетивни впечатления произлизат от тези стимулации.
Вторият вид е известен като „законният“. Той може да се постигне чрез интелекта, с други думи, всички сетивни данни от първото познание трябва да бъдат разработени чрез разсъждение. По този начин човек може да се измъкне от фалшивото възприятие на първото познание и да разбере истината чрез индуктивно разсъждение. След като се вземат предвид сетивни впечатления може да разгледате причините за явленията, да направите заключения за законите, които управляват явленията и да откриете причинно-следствената връзка, с която те са свързани. Това е процес на мисълта от частното към цялото или от очевидното към неочевидното (индуктивно разсъждение). Това е един пример, който показва защо Демокрит се счита за ранен научен мислител. Процесът напомня на това, че науката събира своите заключения.
Демокрит беше свикнал да казва, че „той предпочита да открие причинно-следствената връзка, отколкото да се превърне в цар на Персия“.

### Етика и политика
Етиката и политиката на Демокрит идват при нас най-вече под формата на максими. Като такива, енциклопедията на Станфорд по философия е стигнала дотам да заяви, че: „въпреки големия брой на етичните поговорки, е трудно да се изгради последователна обяснение за етичните възгледи на Демокрит“ и отбелязва, че е има трудност на реши кои фрагменти са наистина негови.
Той казва, че „Равенството е навсякъде възвишено“, но то не е достатъчно всеобхватно, за да включи жени или роби в това отношение. По-добре е бедност по време на демокрация, отколкото просперитет при тирания, по същия начин се предпочита свободата пред робството. Тези, които са на власт трябва да отпускат заеми на бедните и да им помогнат и да ги подкрепят. Когато парите се използват смислено, това води до щедрост и милосърдие, а парите, които са използвани безразсъдно водят до общ разход за цялото общество. Демокрит казва, че докато печеленето на пари не е безполезно, използването на неправомерни действия вече е „най-лошото от всички неща.“ Той оценява много повече богатството, отколкото независимостта.